# Jaïrus
Jaïrus ist ein im Neuen Testament namentlich erwähnter Synagogenvorsteher.

## Biblische Erzählung

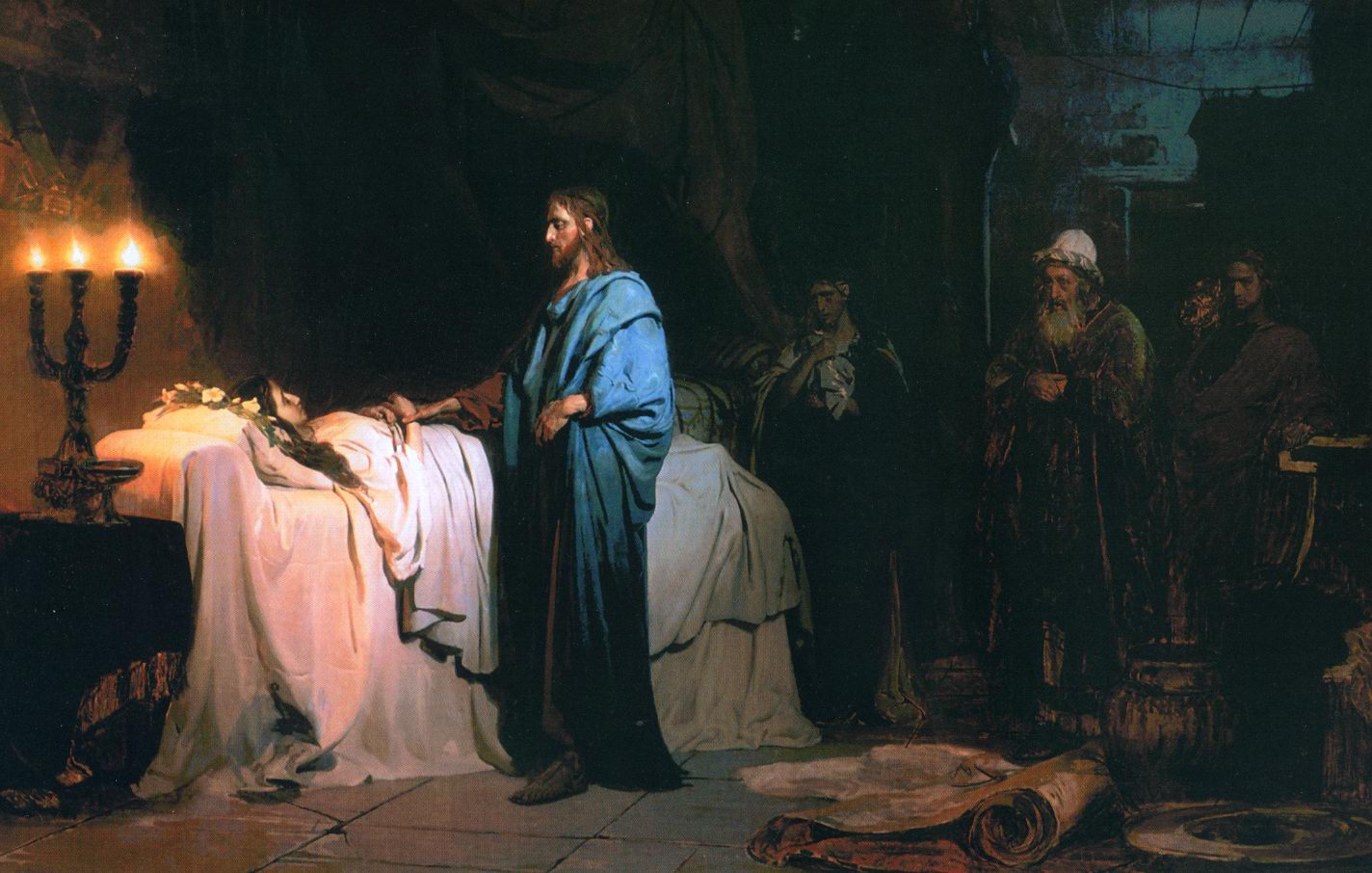
Ilja Repin: Die Wiedererweckung der Tochter des Jaïrus

Die Geschichte der Auferweckung der zwölfjährigen Tochter des Jaïrus („Jairi Töchterlein“) wird im Neuen Testament in Mk 5,35–43 , Mt 9,23–26  und Lk 8,49–56  erzählt.
Jaïrus war Synagogenvorsteher in Galiläa. Seine Tochter wurde schwer krank, niemand konnte ihr helfen. Da vernahm Jaïrus von Jesus und ging zu ihm. Er bat ihn, seiner Tochter zu helfen. Jesus ging mit ihm. Auf dem Weg eilten der Gruppe bereits Diener und Familienmitglieder entgegen und berichteten, dass Jaïrus’ Tochter vor kurzem gestorben sei. Auch waren zahlreiche Klageweiber anwesend, und Jesus sprach zu ihnen: „Was lärmt und weint ihr? Das Kind ist nicht gestorben, sondern es schläft!“ (Mk 5,39 und Lk 8,52). Die Anwesenden lachten Jesus daraufhin aus und baten ihn, etwas mehr Pietät zu zeigen.
Die Auferweckung der Tochter des Jaïrus wird bei Markus detaillierter beschrieben. So soll Jesus die Hand des toten Mädchens genommen und die aramäischen Worte „Talita kum!“ (Mädchen, ich sage dir, stehe auf!) gesprochen haben. Unmittelbar darauf erwachte Jaïrus’ Tochter. Jesus wies daraufhin die Umstehenden an, der Tochter zu essen zu geben.

## Rezeption
- Gustav Richter: Auferweckung von Jairi Töchterlein, Gemälde 1856 (Staatliche Museen zu Berlin, Nationalgalerie)
- Alfred Dehodencq: Jésus ressuscite la fille de Jaïre, Gemälde 1876 (Musée Magnin, Dijon)
- Albert von Keller: Die Auferstehung von Jairi Töchterlein, Gemälde 1886
- Felix Dahn: Jairi Töchterlein, Ballade
- Ermanno Wolf-Ferrari: Talitha Kumi – die Tochter des Jairus. Geistliches Mysterium in 2 Teilen auf den lateinischen Text des Markus-Evangeliums für Soli, gemischten Chor und Orchester, op. 3, 1900.
- In der von Franco Zeffirelli produzierten Bibelverfilmung Jesus von Nazareth aus dem Jahr 1977 stellte Renato Montalbano Jaïrus dar.
- In Staffel 3 und 4 der TV-Serie The Chosen spielt Alessandro Colla die Rolle des Jaïrus, die in der Serie weit über die biblischen Berichte hinaus erzählerisch entwickelt wird.